# 가면라이더 조커
가면라이더 조커(일본어: 仮面ライダージョーカー 카멘라이다 조카[*])는 일본 도에이의 특수촬영 드라마 가면라이더 W에 등장하는 라이더 중 한 명이다. 히다리 쇼타로가 조커 메모리를 로스트 드라이버에 삽입하여 변신한 형태로, 더블의 전신을 조커 형태의 단색으로 칠한 형태이다. 극장판 운명의 가이아 메모리에서 첫 등장한 폼이다. 필살기용 맥시멈 드라이브는 라이더 킥과 라이더 펀치이다.

## 같이 보기
- 히다리 쇼타로
- 가면라이더 더블
- 가이아 메모리